# لوئیجی ریچیو (بازیکن فوتبال)
لوئیجی ریچیو (انگلیسی: Luigi Riccio؛ زادهٔ ۲۸ دسامبر ۱۹۷۷) بازیکن فوتبال اهل ایتالیا است.
از باشگاه‌هایی که در آن بازی کرده‌است می‌توان به باشگاه فوتبال پروجا، باشگاه فوتبال آنکونا، باشگاه فوتبال پیاچنزا، باشگاه فوتبال رنجرز، باشگاه فوتبال پیستویزه، باشگاه فوتبال ساسولو، و باشگاه فوتبال ترنانا اشاره کرد.